# Matthew Centrowitz

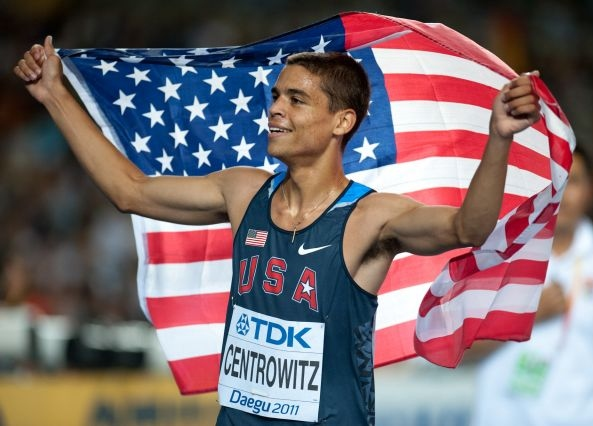
Matthew Centrowitz bei den Weltmeisterschaften 2011

Matthew Centrowitz (* 18. Oktober 1989 in Beltsville, Maryland) ist ein US-amerikanischer Mittelstreckenläufer. Er wurde 2016 Olympiasieger im 1500-Meter-Lauf.

## Leben
Sein Vater Matt Centrowitz ist Leichtathletiktrainer und gehörte als Mittel- und Langstreckenläufer 1976 und 1980 zum US-Olympiaaufgebot. Matthew Centrowitz ist 1,75 m groß und wiegt 60 kg (Stand 2017). Er startete für das „Nike Oregon Project“ und wurde von Alberto Salazar (zuvor von Vince Lamanna) trainiert.
2007 wurde er panamerikanischer Juniorenmeister über 1500 Meter und 2008 US-Juniorenmeister über 5000 Meter.
2011 wurde er über 1500 Meter US- und NCAA-Meister und gewann bei den Weltmeisterschaften in Daegu Bronze. 2012 wurde er über dieselbe Distanz Siebter bei den Hallenweltmeisterschaften in Istanbul. Bei den Olympischen Spielen in London erreichte er den vierten Platz.
2013 holte er bei den Weltmeisterschaften in Moskau Silber über 1500 Meter.
Im Juli 2015 startete er in Monaco und lief dort eine neue persönliche Bestleistung über 1500 Meter in 3:30,40 min.
2016 siegte er bei den Hallenweltmeisterschaften in Portland über 1500 Meter. Im selben Jahr feierte er mit dem Gewinn der Goldmedaille im 1500-Meter-Lauf bei den Olympischen Spielen in Rio de Janeiro, den bedeutendsten Erfolg seiner Karriere.
Im Jahr darauf schied er bei den Weltmeisterschaften als amtierender Olympiasieger als Letzter seines Vorlaufs aus.
2019 wechselte er zum Bowerman Track Club, sein neuer Trainer wurde dadurch Jerry Schumacher.
2021 qualifizierte er sich als Zweiter bei den U.S. Olympic Trials für die Olympischen Spiele in Tokio. Dort schied er im Halbfinale als Neunter seines Laufes aus. Im September wurde er US-amerikanischer Vizemeister im 5-km-Straßenlauf.

## Persönliche Bestzeiten
- 800 m: 1:44,62 min, 13. Juni 2015, New York City
  - Halle: 1:47,82 min, 3. März 2013, Albuquerque
- 1000 m: 2:16,67 min, 25. August 2016, Lausanne
  - Halle: 2:17,00 min, 7. Februar 2015, Boston
- 1500 m: 3:30,40 min, 17. Juli 2015, Monaco
  - Halle: 3:35,91 min, 20. Februar 2016, New York City
- 1 Meile: 3:50,53 min, 31. Mai 2014, Eugene
  - Halle: 3:50,63 min, 20. Februar 2016, New York City
- 3000 m: 8:20,09 min, 28. April 2006, Philadelphia
  - Halle: 7:40,74 min, 5. Februar 2016, Portland
- 5000 m: 13:00,39 min, 10. September 2019, Beaverton